# У дні Жовтня
«У дні Жовтня» — радянський повнометражний кольоровий історико-революційний художній фільм, поставлений на кіностудії «Ленфільм» в 1958 році режисером Сергієм Васильєвим. Фільм знятий за книгою Джона Ріда «Десять днів, які потрясли світ». Знятий в умовах «відлиги», фільм вперше вивів на кіноекран образи таких заборонених фігур революції, як Григорій Зінов'єв, Лев Каменєв і Лев Троцький. У 1968 році фільм був «підготовлений до повторного показу», у чорно-білому варіанті, з елементами перемонтажа.

## Сюжет
Восени 1917 року в Петроград нелегально повертається Ленін і влаштовується на конспіративній квартирі Фофанової. А на Невському буржуазія щосили лає «німецьких шпигунів», в Маріїнському палаці всюдисущий американський журналіст Джон Рід допитує керівників Передпарламенту і Тимчасового уряду (Ліанозов, Алексєєв, Авксентьєв, Гоц, Керенський) щодо долі Росії. Вони навперебій запевняють у незмінності своїм позиціям, але тим часом на робітничих околицях червоногвардійці і солдати вже готуються скидати «тимчасових». Вперше в радянському кіно показана жорстка дискусія на історичному засіданні ЦК РСДРП (б) про повстання, виступи Троцького («Моя точка зору не розходиться з точкою зору Леніна, треба брати владу»), Зінов'єва, Каменєва, Урицького, молодого Сталіна. І нарешті апогей — Жовтневе збройне повстання, штурм Зимового і З'їзд Рад, що оголошує Радянську владу…

## У ролях
- Володимир Честноков — В. І. Ленін
- В. Бренер — Н. К. Крупська
- Леонід Любашевський — Я. М. Свердлов
- Адольф Шестаков — Ф. Е. Дзержинський
- Давид Волосів — М. С. Урицький
- Андро Кобаладзе — І. В. Сталін
- Марк Нікельберг — Г. О. Зінов'єв
- Юхим Копелян — Л. Д. Троцький
- Володимир Татосов — есер А. Р. Гоц, заступник голови ЦВК Ради
- Георгій Жжонов — Ейно Рах'я
- Борис Рижухін — міністр праці К. А. Гвоздьов
- Костянтин Калініс — М. І. Подвойський
- Георгій Сатіні — В. О. Антонов-Овсієнко
- Ніна Мамаєва — М. В. Фофанова
- Олександр Борисов — солдат Вершин
- Сергій Плотников — солдат Павлов
- Герман Хованов — К. С. Єремєєв
- Ігор Владимиров — прапорщик Г. І. Благонравов
- Кирило Лавров — Вася, молодий робітник
- Ася Бобіна — Ліза
- Анатолій Федоринов — Джон Рід
- Галина Водяницька — американська журналістка Луїза Браянт
- Ігор Дмитрієв — Олександр Блок
- Микола Волков старший — Сутормін
- Сергій Курилов — А. Ф. Керенський
- Володимир Еренберг — Б. В. Савінков
- Бруно Фрейндліх — полковник Г. П. Полковников
- Костянтин Адашевський — генерал П. М. Краснов
- Михайло Трояновський — генерал М. В. Алексєєв
- Владислав Стржельчик — Клепіков, ад'ютант Полковникова
- Микола Граббе — полковник Роббінс, голова місії американського Червоного Хреста
- А. Рахленко — епізод
- Анатолій Алексєєв — солдат
- А. Естрін — епізод
- Олег Хроменков — епізод
- Є. Гвоздьов — епізод
- М. Мудров — епізод
- Д. Сиваков — епізод
- Є. Іванов — епізод
- Л. Рябінкін — епізод
- Валентина Куїнджі — К. К. Брешко-Брешковська
- Микола Тимофєєв — купець
- В. Шматков — епізод
- Анатолій Королькевіч — куплетист Сергій Собольський
- В. Лебедєв — епізод
- Т. Трахтенберг — епізод
- Тетяна Гурецька — Парасковія Федорівна, мати Васі
- Сергій Карнович-Валуа — директор кабаре
- Сергій Полежаєв — помічник Керенського
- Олексій Савостьянов — М. В. Родзянко

## Знімальна група
- Сценарій —  Сергій Васильєв, Н. Оттена
- Постановка —  Сергій Васильєв
- Головний оператор —  Аполлінарій Дудко
- Режисер —  Максим Руф
- Художник —  Олександр Блек
- Композитор —  Борис Чайковський
- Звукооператор — Борис Хуторянський
- Оператори — Олексій Сисоєв, Л. Александров
- Художники:
  - по костюмах —  Яків Рівош
  - по декораціях — Ю. Фрейдлін
  - по гриму —  Василь Горюнов
- Монтажер —  Валентина Миронова
- Редактор —  Юхим Добін
- Консультант — І. Смирнов
- Комбіновані зйомки:
  - Оператори — Олександр Зав'ялов,  Георгій Сєнотов
  - Художник —  Борис Михайлов
- Оркестр Ленінградської державної філармонії
  - Диригент —  Микола Рабинович
- Директор картини —  Іван Провоторов

До повторного випуску фільм підготовлений на кіностудії «Мосфільм» у 1968 році.
- Режисер —  Дар'я Шпіркан
- Звукооператор — Леонід Воскальчук
- Редактор — Ігнатій Ростовцев